# Lasioglossum alexandrinum
Lasioglossum alexandrinum là một loài Hymenoptera trong họ Halictidae. Loài này được Ebmer mô tả khoa học năm 1995.